# Buxus hildebrandtii
Buxus hildebrandtii is een plantensoort uit de buxusfamilie (Buxaceae). Het is een struik of kleine boom die een groeihoogte tot 6 meter hoog kan bereiken. De schors heeft een grijze kleur. De omgekeerd eivormige bladeren zijn donker grijsgroen van kleur. De soort staat op de Rode Lijst van de IUCN geklasseerd als 'niet bedreigd'.
De soort komt voor van Oost-Ethiopië tot in Noord-Somalië en op het eiland Socotra. Hij groeit daar in halfdroge semi-groenblijvende of groenblijvende struikgewasgemeenschappen, meestal tussen 600 en 2000 meter hoogte.